# Individualism
Individualismul este o atitudine morală, filosofie politică, ideologie sau perspectivă socială care pune accentul pe valoarea morală a individului. Individualiștii promovează urmărirea obiectivelor și dorințelor individuale și, prin urmare, a independenței și a încrederii în sine și susțin că interesele individuale ar trebui să primeze în fața intereselor statului sau ale unui grup social,  opunându-se interferențelor externe asupra propriilor interese exercitate de societăți sau instituții cum ar fi guvernul. Individualismul este adesea definit în contrast cu totalitarismul, colectivismul, autoritarismul, comunitarismul și cu alte forme sociale corporative.
Individualismul se concentrează pe individ și pleacă de la „premisa fundamentală că individul uman este de o importanță primordială în lupta pentru eliberare." Liberalismul clasic, existențialismul și anarhismul sunt exemple de mișcări care consideră individul uman ca o unitate centrală de analiză. Individualismul implică, așadar, „dreptul individului la libertate și auto-realizare”.
El a fost, de asemenea, folosit ca un termen care descrie „calitatea de a fi un individ, o individualitate”, presupunând posedarea „unei caracteristici individuale, a unui capriciu”. Individualismul este, astfel, asociat, de asemenea, cu interesele artistice și cu stilul de viață boem în cazul în care există o tendință spre creație și autodezvoltare personală opusă tradiției sau comportamentului maselor populare, precum și cu atitudinile filozofice și morale umaniste.